# Isaac Hutchinson
Isaac Hutchinson (sinh ngày 10 tháng 4 năm 2000) là một cầu thủ bóng đá người Anh thi đấu ở vị trí tiền vệ cho Southend United.

## Tuổi thơ và cuộc sống cá nhân
Sinh ra ở Eastbourne, Hutchinson học tại trường Cavendish.

## Sự nghiệp
Hutchinson khởi đầu sự nghiệp với Ratton Rangers. Sau 8 năm với Brighton & Hove Albion, Hutchinson gia nhập Southend United vào mùa hè năm 2018, theo dạng thử việc. Anh có màn ra mắt vào ngày 4 tháng 9 năm 2018 ở EFL Trophy, ghi một bàn thắng. Anh lần đầu thi đấu ở Football League vào ngày 15 tháng 12 năm 2018.

## Thống kê sự nghiệp
Tính đến 1 tháng 3 năm 2020
| Câu lạc bộ          | Mùa giải            | Giải quốc nội       | Giải quốc nội | Giải quốc nội | Cúp FA  | Cúp FA    | League Cup | League Cup | Khác    | Khác      | Tổng    | Tổng      |
| Câu lạc bộ          | Mùa giải            | Hạng đấu            | Số trận       | Bàn thắng     | Số trận | Bàn thắng | Số trận    | Bàn thắng  | Số trận | Bàn thắng | Số trận | Bàn thắng |
| ------------------- | ------------------- | ------------------- | ------------- | ------------- | ------- | --------- | ---------- | ---------- | ------- | --------- | ------- | --------- |
| Southend United     | 2018-19             | League One          | 8             | 0             | 0       | 0         | 0          | 0          | 4       | 1         | 12      | 1         |
| Southend United     | 2019-20             | Giải quốc nội One   | 22            | 1             | 1       | 0         | 1          | 0          | 1       | 0         | 25      | 1         |
| Tổng cộng sự nghiệp | Tổng cộng sự nghiệp | Tổng cộng sự nghiệp | 30            | 1             | 1       | 0         | 1          | 0          | 5       | 1         | 37      | 1         |

1. 1 2  Appearance(s) in EFL Trophy.